# Antonio Biondi
Antonio Biondi (Castelfalfi di Montaione, 1848 – Firenze, 1929) è stato un botanico italiano.

## Biografia
Nacque a Castelfalfi, frazione del comune di Montaione (Firenze) nel 1848. Iniziò fin da giovane ad interessarsi di botanica; nominato assistente volontario dal Parlatore nel 1870, fece numerosi viaggi di studio in Toscana, Piemonte, Calabria, Sardegna e Basilicata, realizzando un'ampia raccolta botanica. Dopo aver programmato un viaggio nel Congo, vi rinunciò per le pressioni della famiglia; si dedicò quindi attivamente all'agricoltura, occupandosi con attenzione scientifica della gestione delle tenute familiari di Castelfalfi, procedendo a rimboschimenti e curando lo sfruttamento razionale dei boschi, della vite e dell'ulivo. Ma, anche se non volle pubblicare nessuno dei suoi studi, continuò sempre ad interessarsi di botanica, tenendosi aggiornato sulle nuove pubblicazioni e scoperte e mantenendo continui contatti con l'ambiente botanico fiorentino: fu tra i fondatori della Società Botanica Italiana, alla cui gestione poi partecipò attivamente. Ma soprattutto contribuì largamente, sia con istruzioni e consigli che con finanziamenti, ai viaggi di studio di alcuni missionari; in particolare, istruì Padre Giuseppe Giraldi, che con passione e competenza, inviato nello Shen-si (Cina centrale) raccolse e mandò al Biondi una ricchissima e pregiata collezione di piante, bulbi e semi, che successivamente il Biondi donò all'Istituto Botanico di Firenze, insieme alla propria raccolta. L'opera del Giraldi fu proseguita, sia pure con minore abilità, dal Padre Cipriano Silvestri. Altri corrispondenti del Biondi furono Egisto Rossi, un italiano emigrato per lavoro in Algeria, da dove inviò al Biondi un'interessante collezione di flora locale, e numerosi missionari in Bolivia, che però spedirono solo due pacchi di semi.